# 사쿠라 후타바
사쿠라 후타바(일본어: 佐倉 双葉)는 코드네임 나비로도 알려져 있으며, 2016년 비디오 게임 《페르소나 5》의 주요 등장인물 중 한 명이다. 그녀는 마음의 괴도단의 일원이자 모르가나를 대신하여 내비게이터 역할을 맡고 있다.
후타바는 어머니인 잇시키 와카바가 자신을 탓하며 목숨을 끊은 것으로 보이는 비탄과 자기혐오 때문에 학교에도 가지 않고, 집 밖으로도 나가지 않으며, 친구도 없는 히키코모리로 게임을 시작한다. 나중에 와카바를 지키지 못한 죄를 갚고, 학대하는 삼촌으로부터 와카바를 구하고 싶었던 사쿠라 소지로에게 입양되었다. 처음에는 익명으로 주인공과 괴도단을 이용하여 자신의 자살성 사고를 포함한 문제를 해결하려 하는데, 이는 어머니가 자살한 것이 아님을 발견함으로써 어느 정도 성취된다. 결국 후타바는 마음의 괴도단에 합류하며, 플레이어 캐릭터인 조커가 데이트할 수 있는 여러 여성 캐릭터 중 한 명이다. 다른 캐릭터는 직접 플레이 가능한 반면, 후타바는 전투에서 플레이어를 돕는 내비게이터 역할을 한다.
후타바는 원래 검은 머리에 고스풍 미학으로 디자인되었으며, 영어는 에리카 린드벡이, 일본어는 유우키 아오이가 목소리를 맡았다. 린드벡은 일본 성우와 너무 비슷하게 들리지 않도록 자신만의 목소리 프로필을 만들라는 지시를 받았고, 이는 후타바를 자폐 스펙트럼에 있는 것처럼 묘사하여 "기이한" 캐릭터로 연기하게 만들었다.
후타바는 《페르소나 5 스크램블 더 팬덤 스트라이커즈》를 포함한 페르소나 5의 여러 속편 및 스핀오프, 그리고 다양한 크로스 시리즈 홍보물에 등장했다. 그녀는 또한 애니메이션, 만화, 라이브 공연, 뮤지컬 등을 포함한 페르소나 5의 비디오 게임이 아닌 각색 작품에도 출연했다.
첫 등장 이후 후타바는 일반적으로 좋은 평가를 받았으며, 여러 상품이 출시되었다. 또한 플레이스테이션 설문조사에서 네 번째로 높은 평가를 받은 캐릭터였고, 우울증과 이를 극복한 과정을 통해 여러 비평가에게 롤 모델로 여겨졌다.

## 등장
사쿠라 후타바는 2017년 비디오 게임 《페르소나 5》에서 주연으로 합류한 일곱 번째 캐릭터로 처음 등장했다. 후타바는 비디오 게임과 일본의 애니메이션을 포함한 다양한 매체를 즐기는 히키코모리이자 오타쿠이다. 또한 카페 르블랑의 주인인 사쿠라 소지로의 양녀이다. 페르소나 5의 사건 이전에 그녀의 어머니인 잇시키 와카바는 후타바를 부양하기 위해 너무 많은 일을 하여 그녀와 거의 시간을 보내지 않았고, 이 때문에 후타바는 그녀의 어머니가 자신보다 일에 더 신경 쓴다고 믿게 되었다. 와카바의 장례식에서 악의적으로 낭독된 유서에서 후타바가 책임이 있다고 써져 있어, 와카바가 교통사고로 자살했다는 소식을 들은 후 그녀는 깊은 우울증에 빠졌다. 소지로가 후타바를 데려온 후 후타바는 학교에 가지 않고 모든 시간을 침실에서 보내도록 허락받았다. 후타바의 상태는 시간이 지남에 따라 악화되어 결국 자살성 사고를 가지게 되었다. 어머니가 살아있기를 바라는 마음과 자신이 죽어야 마땅하다고 믿는 마음 때문에, 사람의 욕망이 형이상학적으로 발현된 팰리스가 형성되는데 그곳에서 어머니는 살아있으며 후타바의 죽음을 원한다. 후타바는 방에서 시간을 보내면서 전 세계 사람들에게 전유되는 "메제드"라는 이름의 능숙한 핵티비스트가 된다. 그 대가로 후타바는 알리바바라는 다른 정체를 택하고 핵티비즘을 그만둔다.
페르소나 5 진행 중 한 IT 회사 사장은 메제드라는 이름을 사용하여 주인공 일행인 괴도단이 유명 인사들을 계속 추적하는 것을 막기 위해 협박하기 시작한다. 괴도단은 팰리스에 들어가 주인의 보물, 즉 타락한 욕망을 상징하는 것을 훔침으로써 이를 수행한다. 보물을 훔치면 주인의 마음이 바뀐다. 또한 조커, 류지, 모르가나, 안, 유스케, 마코토가 괴도단임을 알아내는데, 이는 조커가 살고 괴도단이 자주 모이는 르블랑에 심어둔 도청 장치 덕분이다. 후타바는 익명으로 자신의 마음을 훔치도록 시도하며, 그렇게 하지 않으면 괴도단을 폭로하겠다고 위협한다. 괴도단이 익명에 대해 더 알아보려 하자 후타바는 훔치기를 취소하려 하지만, 괴도단은 결국 후타바의 정체를 찾아낸다. 그들은 소지로로부터 상황을 알게 되고, 결국 사막의 무덤으로 보이는 후타바의 팰리스에 접근하게 되는데, 이 팰리스는 후타바 자신의 섀도우가 지배한다. 괴도단은 결국 팰리스를 통과하며, 스핑크스의 형태를 취한 인지 버전의 와카바와 마주친다. 후타바는 자신의 휴대폰에 이상한 앱이 있어 괴도단과 같은 방식으로 팰리스에 들어갈 수 있다는 것을 깨닫는다. 후타바는 자신의 섀도우와 마주치는데, 섀도우는 그녀에게 어머니의 죽음이 얼마나 비정상적이었는지를 기억하도록 돕는다. 이로 인해 그녀는 페르소나 네크로노미콘을 각성하고, 지원 역할을 하며 괴도단이 코그니티브 와카바를 물리치도록 돕는다. 와카바를 물리친 후, 와카바는 다시 정상으로 돌아와 사라지기 전에 후타바에 대한 사랑을 표현한다. 괴도단은 현실 세계로 돌아와 가짜 메제드를 해킹하여 웹사이트를 폐쇄한다.
후타바는 마음의 괴도단에 합류한 후 껍질을 깨고 나오기 시작하며, "네비"이라는 괴도단 코드네임을 사용하고 어머니의 죽음 뒤에 숨겨진 진실을 밝히려고 한다. 후타바는 새로운 괴도단원 오쿠무라 하루의 아버지 오쿠무라 쿠니카즈를 포함한 이후의 임무를 돕는다. 그들의 마음을 훔친 후 쿠니카즈는 결국 사망하고 괴도단은 이 일로 비난을 받는다. 소지로는 결국 조커, 후타바, 그리고 다른 사람들이 괴도단임을 알게 되지만 그들의 목표와 결의를 알게 된 후 괴도단의 비밀을 지켜준다. 결국 후타바는 젊은 탐정 아케치 고로가 오쿠무라 쿠니카즈의 죽음에 책임이 있을 수 있다는 것을 깨닫고 조커가 자신의 죽음을 위장하도록 돕는다. 괴도단은 결국 이야기의 주요 적대자 중 한 명인 시도 마사요시의 마음을 훔치는 데 성공하고, 가짜 메제드 뒤에 있는 남자와 대면한다.

## 구상과 제작
사쿠라 후타바는 페르소나 5의 등장인물로 소에지마 시게노리가 만들었다. 후타바의 초기 컨셉 아트는 검은 머리와 고스풍 스타일을 가지고 있으며 때로는 운동복을 입은 모습으로 그려졌다. 이 디자인의 헤어스타일과 안경은 최종 디자인에도 남아있다. 후타바가 괴도단 복장에서 착용하는 고글은 원래 타카마키 안의 괴도단 복장에서 사용되다가 후타바에게 주어졌다. 후타바는 페르소나 네크로노미콘을 가지고 있으며, 후타바가 다음 각성을 할 때 프로메테우스로 변형된다. 개발 중에는 구상된 다섯 개의 페르소나 중 하나는 여성 캐릭터를 위한 것이어야 한다고 결정되었으며, 그중 하나가 후타바의 것이었다. 후타바의 두 번째 페르소나의 성별이 일치해야 하는지에 대해서는 확신하지 못했다. 개발팀은 네크로노미콘처럼 남성 신이 아닌 사물형 신으로 만들기로 결정했다. 캐릭터 아케치 고로는 후타바의 어머니 잇시키 와카바의 죽음에 책임이 있다. 《페르소나 5 더 로열》에서 작가진은 후타바와 동료 괴도단원 오쿠무라 하루가 아케치의 행동을 용서하지 않았기 때문에 다른 캐릭터보다 아케치와 더 거리를 두도록 의도적으로 만들었다.
후타바는 일본어판에서 유우키 아오이가, 영어판에서 에리카 린드벡이 목소리를 맡았다. 린드벡은 후타바가 "모든 곳에 퍼져있는" 방식, 즉 그녀의 넓은 감정 범위와 보컬을 언급하며 이 역할이 "벅차다"고 느꼈지만, 동시에 그것이 묘사에 더 많은 자유를 주었다고 생각했다. 린드벡은 후타바가 일본에서 발표되기 전에 페르소나 5의 성우 작업을 위해 영입되었고, 그 후 "작은 해커 소녀"의 목소리를 맡아달라는 제안을 받았다. 처음에는 정보가 거의 없었기 때문에, 또한 아틀라스가 영어 성우가 일본 성우를 모방하는 대신 자신만의 버전을 개발하기를 원했기 때문에 정보가 거의 주어지지 않았다. 그러나 성우는 결국 자신의 목소리 프로필을 개발하는 데 도움이 되는 더 많은 정보를 얻었다. 이는 린드벡이 후타바를 "기이한" 캐릭터로 만들도록 이끌었고, 그 기이함은 이해할 수 있었다. 또한 후타바를 자폐 스펙트럼에 있는 사람으로 접근했다. 린드벡은 후타바와 공감하며 "외롭거나, 사회적으로 서툴거나, 약간 광장공포증이 있거나, 자신이 충분히 좋지 않다고 느끼지 않은 사람이 누가 있겠는가?"라고 말했다. 린드벡은 이 역할에 대해 특히 걱정했는데, 페르소나 시리즈는 캐릭터에 몰입하지 못하는 것이 일반적인 게임 시리즈보다 더 큰 피해를 줄 수 있다고 생각했기 때문이다.
《페르소나 3 댄싱 문 나이트》에서 후타바는 모션 배우 미야자키 아유미가 연기했다. 미야자키는 후타바를 《페르소나 3》의 야마기시 후카와 비교했는데, 둘 다 내비게이터이며 춤을 출 수 없을 것 같다는 점을 들었다. 미야자키는 후타바가 어떻게 춤을 출지, 예를 들어 시작할 때 어떤 포즈를 취할지, 그리고 후타바의 페더맨 피규어와 비슷한 포즈를 취할지 등을 생각했다. 배우는 후타바의 이야기와 포함될 장면을 상상하고, 페르소나 5를 플레이하여 캐릭터를 이해함으로써 안무를 만들었다. 또한 이 역할을 위해 탭 댄스를 추도록 요청받았는데, 이는 다른 스태프가 그녀에게 더 조용히 하라고 말하는 농담이 되었다. 심지어 그녀가 이미 소리를 내지 않을 때에도 그랬다. 페르소나 3 댄싱 문 나이트의 시나리오 작가이자 안무가인 코바야시 텟페이는 미야자키가 후타바와 비슷한 특성, 즉 엉뚱하고 게이머이며 실내에 머무르는 것을 선호하는 점이 있었기 때문에 캐릭터에 잘 몰입할 수 있었다고 언급했다. 코바야시는 때때로 미야자키의 연기가 너무 정확하고 강력해서 후타바가 그런 체력을 가지고 있지 않을 것이라는 점을 시사하며 재촬영해야 했다고 말했다. 또한 코바야시가 섹시한 안무를 원했지만 미야자키가 후타바에게 어울리지 않을 것이기 때문에 섹시하게 보이지 않기를 원했던 춤도 있었다.

## 홍보 및 평가
사쿠라 후타바는 여러 홍보물을 받았다. 일본의 코스프레 회사 코스파에서 게임 속 후타바의 재킷을 기반으로 한 재킷을 제작했다. AKG에서 후타바의 헤드폰을 기반으로 한 헤드폰도 제작되었다. 후타바는 Phat! Company에서 오리지널 일러스트를 기반으로 한 1/7 스케일 피규어도 출시되었으며, 이는 페르소나 20주년 스페셜에서 처음 발표되었다. 이 피규어는 2024년에 재출시되었다. 또한 굿 스마일 컴퍼니의 넨도로이드 라인에서도 피규어를 받았는데, 이는 페르소나 5 넨도로이드 라인의 두 번째 피규어이다. 이 피규어는 나중에 2023년에 재출시되었다. 네비 형태의 후타바와 페르소나인 네크로노미콘 피규어가 메가하비 엑스포 2023에서 아마쿠니에 발표되었다.
사쿠라 후타바는 공개 이후 대체로 긍정적인 평가를 받았으며, 플레이스테이션에서 실시한 일본 설문조사에서 페르소나 5 주요 출연진 중 4위를 차지했다. 디스트럭토이드의 작가 크리스 모이즈는 후타바를 페르소나 5에서 가장 인기 있는 캐릭터 중 하나라고 생각하며, 소지로와의 공유된 사회적 연결고리와 후타바가 다루는 여러 문제 때문에 캐릭터의 이야기가 게임에서 최고라고 주장했다. 팬바이트의 작가 크리스 리그먼도 후타바를 좋아했으며, 후타바를 경험한 캐릭터 중 가장 공감할 수 있는 캐릭터 중 한 명으로 꼽았다. 게이머의 작가 애비 에스피리투는 후타바를 롤 모델이자 자신이 여전히 존재하는 이유 중 하나로 여겼다. 작가는 친구들과의 관계 단절, 남동생의 림프종 4기 진단 등 다양한 삶의 어려움을 겪었으며, 이 모든 것이 자신의 잘못이라고 느껴 슬퍼할 자격이 없다고 생각했다고 말했다. 페르소나 5는 에스피리투에게 현실 도피처였고 후타바가 이야기에 등장했을 때, "흥분하고 들뜬" 사람에서 "절망의 구덩이"에 빠진 사람으로 변한 자신과 후타바에게서 공감대를 느꼈다. 후타바가 자신의 내면의 악마를 극복하고 다른 괴도단원들과 관계를 맺는 것을 보며 그녀는 스스로도 그렇게 하도록 영감을 받았고, 이는 삶에 긍정적인 영향을 가져왔다.
게이머의 작가 스테이시 헨리는 페르소나 5가 후타바를 연애 옵션으로 포함시킨 것을 비판했다. 헨리는 후타바가 조커와 나이가 비슷하고 함께 자라지 않았다는 점을 인정했지만, 후타바가 조커를 큰오빠처럼 생각하는데 조커가 후타바와 연애할 수 있다는 것이 이상하고 어색하다고 주장했다. 동료 게이머 작가 제이드 킹도 이러한 관계 가능성을 "역겨운 애니메이션 클리셰"라고 부르며 비슷하게 비판적이었다. 다른 기사에서 헨리는 후타바가 《페르소나 5 스크램블 더 팬덤 스트라이커즈》의 "진정한 스타"라고 느끼며, 이 게임이 다른 어떤 캐릭터보다 후타바에게 더 중요한 존재이며, 첫 번째 게임의 로맨스가 이 게임에서는 없다는 점을 높이 평가했다. 또한 후타바의 게임 플레이 참여 증가와 페르소나 5와 달리 페르소나 5 스크램블 더 팬덤 스트라이커즈 시작부터 소개되었다는 점을 그 이유로 들었다.
코믹 북 리소스의 작가 티모시 도노후는 후타바의 각성이 게임에서 최고조라고 생각하며, 《페르소나 4》의 주요 등장인물이 경험한 각성과 비교했다. 특히 그녀가 자신의 섀도우와 맞서야 한다는 점을 들었다. 그는 또한 후타바와 페르소나 4의 도지마 나나코 사이의 유사점을 그렸는데, 특히 둘 다 각자의 음악 테마에서 죽은 어머니에 대한 강한 애착을 가지고 있다는 점을 언급했다. AV 클럽의 작가 클레이턴 퍼덤은 후타바가 어색함 때문에 "표면적으로 짜증난다"고 느꼈지만, 동시에 플레이어를 짜증나게 하도록 쓰여졌음에도 불구하고 "여전히 플레이어들에게서 무언가를 끌어낼 수 있다"고 말했다. 또한 후타바가 괴도단의 역동성을 변화시키는 방식을 높이 평가했다. US게이머의 작가 캐티 매카시도 후타바가 괴도단을 발전시키며 "감정의 핵심"이 되었으며, 들어올 때 게임 전체를 향상시킨다고 느꼈다. 매카시는 어머니의 죽음으로 인한 슬픔에서 회복하는 그녀의 여정을 칭찬하며, 그것이 얼마나 점진적이었는지, 그리고 그녀가 사회적 어색함을 잃지 않고 단지 그것을 더 잘 관리하게 된다는 점이 현실적이라고 말했다. 작가 멜리사 제인 루이스는 후타바를 노파 원형으로 논했으며, 특히 후타바가 어머니와 얼마나 비슷한지, 그리고 후타바의 고립과 야맘바의 고립 사이의 유사점을 그렸다. 그런 다음 그녀는 후타바가 타인의 영향으로 왜곡된 어머니의 모습으로부터 자유로워지고, 남성적인 객관성에 더 이상 조작되지 않는다는 점에서 해당 신화와 어떻게 다른지 논했다. 작가 아르노 부르두셰넬리센은 후타바가 분노의 죄와 어떻게 일치하는지 논했는데, 특히 어머니의 명백한 자살 이후 그녀가 자멸적으로 변하는 방식과, 죽음에 대해 후타바를 탓하는 왜곡된 어머니의 모습으로 표현되는 복수심에 찬 분노의 측면이 대조된다.

## 내용주
1. ↑  영어판에서는 "오라클"이라고 불린다.